# Michel de Gournay
Michel de Gournay (†1551), seigneur de Buzi (ou Buy, sans doute l'actuel Beux), est maître-échevin de la république messine en 1500 (la charge est annuelle et rotative entre les différentes familles du patriciat messin), 1504, 1510, 1516 et 1519, conseiller du duc Antoine de Lorraine en 1534.
Fils de François de Gournay (1450 - 1524), conseiller et chambellan de l'empereur et roi Charles Quint, maître-échevin de Metz, en 1479 et de Françoise de Gournay (†1505), une cousine qu'il a épousée le 26 janvier 1490 en secondes noces, il est le descendant de Colin le Gronnais, un bourgeois élu maître-échevin en 1230. 
La famille Gronnais (« gros nez » devenue de Gournay), entrée au paraige de Port-Sailly (quartier de Metz s'étirant le long de la Seille) vers 1265-1270, s'était taillé, grâce à ses opérations financières, une place importante dans l'économie et la politique de la cité, où plusieurs branches de Gronnais participaient aux affaires.
De son épouse Philippe de Florainville, fille de René de Florainville († 1517), seigneur de Fains et bailli de Clermont, et de sa 1re femme Anne de Norroy (la seconde épouse de René de Florainville fut Louise de Beauvau), il a : 
- Jacques de Gournay, seigneur de Beux, qui épouse Anne de Lenoncourt et sera maître-échevin à son tour, en 1552.

Pour un hommage prêté au roi de France, Michel de Gournay est pensionnaire de Louis XI
Il a un cousin homonyme, Michel de Gournay (†1526), seigneur de Louvigny, fils de Renaut de Gournay, avec lequel il est peut-être confondu en ce qui concerne l'échevinage de Metz (en théorie non-reconductible, en pratique, un maître-échevin peut le redevenir par procuration et il est fait mention que Michel de Gournay occupe ce poste comme procureur de Catherine de Gournay, veuve de Poince de Baudoche.